# While the City Sleeps
While the City Sleeps é um filme mudo norte-americano de 1928, do gênero drama policial, dirigido por Jack Conway e estrelado por Anita Page, Carroll Nye, Wheeler Oakman e Mae Busch.

## Sinopse
Policial é encarregado de proteger uma mulher, mas acaba se apaixonando por ela.

## Elenco
- Lon Chaney como Daniel Aloysius 'Dan' Coghlan
- Anita Page como Myrtle Sullivan
- Carroll Nye como Marty
- Wheeler Oakman como 'Mile-Away' Skeeter Carlson
- Mae Busch como Bessie
- Polly Moran como Sra. McGinnis
- Lydia Yeamans Titus como Sra. Sullivan
- William Orlamond como Dwiggins
- Richard Carle como Wally